# 千金楽喜一郎
千金楽 喜一郎（ちぎら きいちろう、1875年（明治8年）7月8日 - 没年不明）は、日本の実業家・篤農家、群馬県多額納税者。族籍は群馬県平民。

## 人物
群馬県人・千金楽丑松の長男。1889年、家督を相続する。貸金業、金融業を営む。銀行、会社の重役である。館林貯蓄銀行、四十銀行、大谷原農業、関東加工、上毛モスリン、館林丸七各取締役、東海銀行監査役などをつとめる。貴族院多額納税者議員選挙の互選資格を有する。住所は群馬県邑楽郡館林町。

## 家族・親族
千金楽家
- 父・丑松（群馬平民）[7]
- 妹・とく（1878年 - ?、群馬、森下武一郎の二男・政吉の妻、分家）[2][7]
- 妻・コウ（1886年 - ?、栃木、佐竹米吉の姉）[7]
- 男・一郎（1905年 - ?）[7]
- 三男・静次（1907年 - ?、1930年に家督を相続[9]、金融業[9]、住所は東京市下谷区上野桜木町[9]）
- 四男・三郎（1911年 - ?、 1939年に兄・静次の後を承け家督を相続[10]。住所は東京市渋谷区代々木大山町[10]、資産家[10]）
- 三女・春（1913年 - ?）[2]
- 五男[2]、五女、六男、七男、八男、九男[5]